# Eleições gerais no Brasil em 1986
As eleições gerais no Brasil em 1986 aconteceram em 15 de novembro (sábado) e mobilizaram 69.166.810 eleitores num pleito disputado em meio à euforia causada pelo Plano Cruzado. A porfia resultou em uma vitória quase unânime do PMDB que fez vinte e dois governadores em vinte e três possíveis e fez a maioria dentre os 49 senadores eleitos, 487 deputados federais e o maior número dos 953 deputados estaduais, tendo sido a última vez na história que um partido obteve maioria absoluta no parlamento Brasileiro, dispensando a necessidade de uma coalizão. Pela primeira vez na história o Distrito Federal elegeu sua representação política. Os eleitos comporiam a 48ª legislatura (1987-1991) e ficaram responsáveis pela elaboração da Constituição de 1988 em Assembléia Nacional Constituinte.

## Governadores eleitos
Nesta eleição desapareceu a figura do voto vinculado.
| Estado | Estado              | Governador               | Partido | Vice-governador        | Detalhes |
| ------ | ------------------- | ------------------------ | ------- | ---------------------- | -------- |
|        | Acre                | Flaviano Melo            | PMDB    | Edison Cadaxo          | AC 1986  |
|        | Alagoas             | Fernando Collor          | PMDB    | Moacir Andrade         | AL 1986  |
|        | Amazonas            | Amazonino Mendes         | PMDB    | Vivaldo Frota          | AM 1986  |
|        | Bahia               | Waldir Pires             | PMDB    | Nilo Coelho            | BA 1986  |
|        | Ceará               | Tasso Jereissati         | PMDB    | Francisco de Castro    | CE 1986  |
|        | Espírito Santo      | Max Mauro                | PMDB    | Carlos Alberto Cunha   | ES 1986  |
|        | Goiás               | Henrique Santillo        | PMDB    | Joaquim Roriz          | GO 1986  |
|        | Maranhão            | Epitácio Cafeteira       | PMDB    | João Alberto Souza     | MA 1986  |
|        | Mato Grosso         | Carlos Bezerra           | PMDB    | Edison Oliveira        | MT 1986  |
|        | Mato Grosso do Sul  | Marcelo Miranda          | PMDB    | George Takimoto        | MS 1986  |
|        | Minas Gerais        | Newton Cardoso           | PMDB    | Júnia Marise           | MG 1986  |
|        | Pará                | Hélio Gueiros            | PMDB    | Hermínio Calvinho      | PA 1986  |
|        | Paraíba             | Tarcísio Burity          | PMDB    | Raimundo Asfora        | PB 1986  |
|        | Paraná              | Álvaro Dias              | PMDB    | Ary Queiroz            | PR 1986  |
|        | Pernambuco          | Miguel Arraes            | PMDB    | Carlos Wilson          | PE 1986  |
|        | Piauí               | Alberto Silva            | PMDB    | Lucídio Portela        | PI 1986  |
|        | Rio de Janeiro      | Moreira Franco           | PMDB    | Francisco Amaral       | RJ 1986  |
|        | Rio Grande do Norte | Geraldo Melo             | PMDB    | Garibaldi Alves        | RN 1986  |
|        | Rio Grande do Sul   | Pedro Simon              | PMDB    | Sinval Guazzelli       | RS 1986  |
|        | Rondônia            | Jerônimo Santana         | PMDB    | Orestes Muniz          | RO 1986  |
|        | Santa Catarina      | Pedro Ivo Campos         | PMDB    | Casildo Maldaner       | SC 1986  |
|        | São Paulo           | Orestes Quércia          | PMDB    | Almino Afonso          | SP 1986  |
|        | Sergipe             | Antônio Carlos Valadares | PFL     | Benedito de Figueiredo | SE 1986  |

### Governador do Tocantins
Com a promulgação da constituição de 1988 foi criado o estado do Tocantins, desmembrado do estado de Goiás Em novembro de 1988 foram realizadas eleições para a escolha do Governador, Deputados e Senadores do novo estado. O então Deputado Federal Siqueira Campos do PDC foi eleito para um mandato de dois anos a se encerrarem após 1990

## Senadores eleitos
Desapareceu o voto vinculado, entretanto a sublegenda ainda vigorava. Foram reeleitos cinco dos senadores biônicos escolhidos em 1978, Afonso Camargo (PR), Alexandre Costa (MA), João Calmon (ES), Jutahy Magalhães (BA) e Saldanha Derzi (MS).
| Estado | Estado              | Senador                                          | Partido     | Suplentes                                                                                         |
| ------ | ------------------- | ------------------------------------------------ | ----------- | ------------------------------------------------------------------------------------------------- |
|        | Acre                | Aluizio Bezerra Nabor Júnior                     | PMDB        | Zamir Teixeira; Emilio Assmar Sobrinho Natalino Brito Filho; Rui Lino                             |
|        | Alagoas             | Divaldo Suruagy Teotônio Vilela Filho            | PFL PMDB    | Carlos Lyra; Jose Valdomiro Mota Rubens Vilar; João do Nascimento Filho                           |
|        | Amazonas            | Carlos Alberto de Carli Fábio Lucena             | PMDB        | Gilberto Miranda;Carlos Antônio de Carli Áureo Melo; Vitório Cestaro                              |
|        | Bahia               | Jutahy Magalhães Ruy Bacelar                     | PMDB        | Joir Brasileiro; Ana Teresa Matos. Luciano Ribeiro Santose; Adalvo Nunes Dourado                  |
|        | Ceará               | Cid Saboia de Carvalho Mauro Benevides           | PMDB        | Esmerino Arruda; Nestor Vasconcelos Djalma Eufrásio; Humberto Esmeraldo Barreto                   |
|        | Distrito Federal    | Maurício Corrêa Meira Filho Pompeu de Sousa      | PDT PMDB    | Pedro Teixeira Lindberg Aziz Cury -                                                               |
|        | Espírito Santo      | Gerson Camata João Calmon                        | PMDB        | Joaquim Beato e Waldemar Zamprogna. Camilo Cola e Humberto Esmeraldo Barreto.                     |
|        | Goiás               | Iram Saraiva Irapuan Costa Júnior                | PMDB        | Jacques Silva de Souza. Max Lânio Gonzaga Jaime.                                                  |
|        | Maranhão            | Alexandre Costa Edison Lobão                     | PFL         | Bello Parga Magno Bacelar                                                                         |
|        | Mato Grosso         | Louremberg Nunes Rocha Márcio Lacerda            | PMDB        | Gastão Müller e ... Jose Pedro Rodrigues Gonçalves. e ...                                         |
|        | Mato Grosso do Sul  | Saldanha Derzi Wilson Martins                    | PMDB        | João Totó da Câmara e Adir Pires Maia. Roberto Orro e Alderbaro de Macedo Kautau Filho.           |
|        | Minas Gerais        | Alfredo Campos Ronan Tito                        | PMDB        | Hugo Modesto Gontijo e João Bosco Murta Lages. Jorge Ferraz e Paulo Irmensul Rogelo.              |
|        | Pará                | Almir Gabriel Jarbas Passarinho                  | PMDB PDS    | Vicente Queiroz e Clóvis Ferro Costa. Osiel Carneiro.                                             |
|        | Paraíba             | Humberto Lucena Raimundo Lira                    | PMDB        | Armando Klabim e Francisco Haroldo Lucena. Arnaldo Bezerra Lafayete e Sinval Gonçalves Ribeiro.   |
|        | Paraná              | Afonso Camargo José Richa                        | PMDB        | Enéas Faria Sílvio Name                                                                           |
|        | Pernambuco          | Antônio Farias Mansueto de Lavor                 | PMB PMDB    | Ney Maranhão e Ivan Rodrigues da Silva. Luis Piaulyno de Melo e Petronilo Santa Cruz de Oliveira. |
|        | Piauí               | Chagas Rodrigues Hugo Napoleão                   | PMDB PFL    | Murilo Rezende Álvaro Pacheco                                                                     |
|        | Rio de Janeiro      | Afonso Arinos Nelson Carneiro                    | PFL PMDB    | Hydekel de Freitas; Rockfeller de Lima Jose Colagrossi; Hélio Fernandes                           |
|        | Rio Grande do Norte | José Agripino Maia Lavoisier Maia                | PFL PDS     | Dario Pereira; Álvaro Alberto Barreto Luis Maria Alves; Carlos Alberto Moreira Dantas             |
|        | Rio Grande do Sul   | José Fogaça José Paulo Bisol                     | PMDB        | João Gilberto; Jarbas Pires Machado Odacir Klein; Paulo Egon Widerkehr                            |
|        | Rondônia            | Olavo Pires Ronaldo Aragão                       | PMDB        | Amir Lando Djair Prieto                                                                           |
|        | Santa Catarina      | Dirceu Carneiro Nelson Wedekin                   | PMDB        | Cid Pedroso; Márcio Berezoski Evelásio Vieira; Altair de Marco                                    |
|        | São Paulo           | Fernando Henrique Cardoso Mário Covas            | PMDB        | Eva Blay; Osvaldo de Oliveira Ribeiro Marcos Mendonça; Joaquim dos Santos Andrade                 |
|        | Sergipe             | Francisco Rollemberg Lourival Batista            | PMDB PFL    | Hélio Dantas; José Hamilton Maciel Silva Almiro Andrade Silveira; Luciano Vieira Nascimento       |
|        | Tocantins           | Moisés Abrão Carlos Patrocínio Antônio Luiz Maia | PDC PTB PDT | [ nota 24 ]                                                                                       |

## Deputados federais eleitos
Em 2 de julho de 1986, o Tribunal Superior Eleitoral fixou as bancadas na Câmara dos Deputados com base na estimativa populacional brasileira em 31 de dezembro de 1985. Nisso, perderam vagas os estados do Paraná (quatro), Minas Gerais, Pernambuco e Rio Grande do Sul (uma vaga cada um), enquanto outros aumentaram a sua representação: Pará (duas), Alagoas, Espírito Santo, Goiás, Maranhão e Piauí (uma vaga cada um).
| Unidades federativas | PMDB   | PFL    | PDS   | PDT   | PTB   | PT    | PL    | PDC   | PCB   | PCdoB | PSC   | PSB   | Total |
| -------------------- | ------ | ------ | ----- | ----- | ----- | ----- | ----- | ----- | ----- | ----- | ----- | ----- | ----- |
| Acre                 | 05     | 01     | 02    |       |       |       |       |       |       |       |       |       | 08    |
| Alagoas              | 04     | 04     |       |       | 01    |       |       |       |       |       |       |       | 09    |
| Amapá                | 01     | 03     |       |       |       |       |       |       |       |       |       |       | 04    |
| Amazonas             | 03     | 03     |       | 01    |       |       |       |       |       |       |       | 01    | 08    |
| Bahia                | 22     | 14     |       |       |       |       |       |       | 01    | 02    |       |       | 39    |
| Ceará                | 12     | 06     | 03    | 01    |       |       |       |       |       |       |       |       | 22    |
| Distrito Federal     | 04     | 03     |       |       |       |       |       |       | 01    |       |       |       | 08    |
| Espírito Santo       | 07     | 02     |       |       |       | 01    |       |       |       |       |       |       | 10    |
| Goiás                | 12     | 02     |       |       |       |       |       | 03    |       |       |       |       | 17    |
| Maranhão             | 08     | 08     | 02    |       |       |       |       |       |       |       |       |       | 18    |
| Mato Grosso          | 05     | 02     | 01    |       |       |       |       |       |       |       |       |       | 08    |
| Mato Grosso do Sul   | 04     | 03     |       |       | 01    |       |       |       |       |       |       |       | 08    |
| Minas Gerais         | 35     | 10     | 03    | 01    | 01    | 03    |       |       |       |       |       |       | 53    |
| Pará                 | 13     | 02     | 02    |       |       |       |       |       |       |       |       |       | 17    |
| Paraíba              | 07     | 04     | 01    |       |       |       |       |       |       |       |       |       | 12    |
| Paraná               | 24     | 05     |       | 01    |       |       |       |       |       |       |       |       | 30    |
| Pernambuco           | 13     | 11     |       |       |       |       |       |       | 01    |       |       |       | 25    |
| Piauí                | 02     | 05     | 03    |       |       |       |       |       |       |       |       |       | 10    |
| Rio de Janeiro       | 13     | 07     | 01    | 13    | 03    | 02    | 05    | 01    |       | 01    |       |       | 46    |
| Rio Grande do Norte  | 04     | 03     | 01    |       |       |       |       |       |       |       |       |       | 08    |
| Rio Grande do Sul    | 17     | 02     | 05    | 05    |       | 02    |       |       |       |       |       |       | 31    |
| Rondônia             | 05     | 03     |       |       |       |       |       |       |       |       |       |       | 08    |
| Roraima              |        | 02     |       |       | 02    |       |       |       |       |       |       |       | 04    |
| Santa Catarina       | 09     | 03     | 04    |       |       |       |       |       |       |       |       |       | 16    |
| São Paulo            | 28     | 06     | 04    | 02    | 09    | 08    | 01    | 01    |       |       | 01    |       | 60    |
| Sergipe              | 03     | 04     | 01    |       |       |       |       |       |       |       |       |       | 08    |
| Total                | 260    | 118    | 33    | 24    | 17    | 16    | 06    | 05    | 03    | 03    | 01    | 01    | 487   |
| Percentual           | 53,39% | 24,23% | 6,78% | 4,93% | 3,49% | 3,28% | 1,23% | 1,03% | 0,62% | 0,62% | 0,20% | 0,20% | 100%  |

### Deputados Federais do Tocantins
O recém criado estado do Tocantins realizou eleições em 1988 nas quais 8 representantes foram eleitos para representar o estado na Câmara dos Deputados Federais.
| UF        | PMDB | PDS | PDC | PSDB | Total |
| --------- | ---- | --- | --- | ---- | ----- |
| Tocantins | 03   | 02  | 02  | 01   | 08    |

## Eleitorado por unidade federativa
As informações a seguir foram extraídas do Anuário Estatístico do Brasil, edição de 1989, disponível na Biblioteca do Instituto Brasileiro de Geografia e Estatística.
| Ordem | Unidade Federativa  | Eleitorado | Percentual | Variação |
| ----- | ------------------- | ---------- | ---------- | -------- |
| 1     | São Paulo           | 15.920.473 | 23,02%     |          |
| 2     | Minas Gerais        | 7.938.417  | 11,48%     |          |
| 3     | Rio de Janeiro      | 7.138.362  | 10,32%     |          |
| 4     | Rio Grande do Sul   | 4.985.636  | 7,21%      |          |
| 5     | Bahia               | 4.807.541  | 6,95%      |          |
| 6     | Paraná              | 4.313.837  | 6,24%      |          |
| 7     | Pernambuco          | 3.150.552  | 4,55%      |          |
| 8     | Ceará               | 2.851.185  | 4,12%      |          |
| 9     | Santa Catarina      | 2.302.270  | 3,33%      |          |
| 10    | Goiás               | 2.160.701  | 3,12%      |          |
| 11    | Pará                | 1.748.646  | 2,53%      |          |
| 12    | Maranhão            | 1.726.827  | 2,50%      |          |
| 13    | Paraíba             | 1.464.280  | 2,12%      |          |
| 14    | Espírito Santo      | 1.158.985  | 1,68%      |          |
| 15    | Piauí               | 1.074.552  | 1,55%      |          |
| 16    | Rio Grande do Norte | 1.068.878  | 1,54%      |          |
| 17    | Alagoas             | 990.886    | 1,43%      |          |
| 18    | Mato Grosso         | 825.531    | 1,19%      |          |
| 19    | Mato Grosso do Sul  | 820.142    | 1,19%      |          |
| 20    | Distrito Federal    | 728.543    | 1,05%      |          |
| 21    | Amazonas            | 656.576    | 0,95%      |          |
| 22    | Sergipe             | 607.797    | 0,88%      |          |
| 23    | Rondônia            | 447.541    | 0,65%      |          |
| 24    | Acre                | 141.836    | 0,20%      |          |
| 25    | Amapá               | 84.564     | 0,12%      |          |
| 26    | Roraima             | 52.252     | 0,08%      |          |
|       | Total               | 69.166.810 | 100%       |          |